# Pterostichus mancus
Pterostichus mancus är en skalbaggsart som beskrevs av Leconte 1852. Pterostichus mancus ingår i släktet Pterostichus och familjen jordlöpare. Inga underarter finns listade i Catalogue of Life.